# Margarita de Durazzo
Margarita de Durazzo (en italiano: Margherita di Durazzo) (en húngaro: Durazzói Margit) (28 de julio de 1347-6 de agosto de 1412), reina consorte de Nápoles, reina consorte de Hungría, esposa de Carlos III de Nápoles (también Carlos II de Hungría) y princesa de Acaya.

## Biografía
Hija de Carlos Duque de Durazzo (1323-1348). El padre de Margarita fue ejecutado por Luis I de Hungría ya que este lo creía culpable de la muerte de su hermano menor el príncipe real húngaro Andrés I de Nápoles.
En febrero de 1369 Margarita fue tomada como esposa por su primo Carlos III de Nápoles y de su matrimonio nacieron tres hijos: María en 1369, Juana II de Nápoles en 1373 y Ladislao I de Nápoles en 1376.
A partir del 31 de diciembre de 1385, Carlos III de Nápoles fue llamado a Hungría para ocupar el trono vacío tras la muerte de Luis I de Hungría y la negativa de muchos nobles de entregarle la corona húngara a Segismundo de Luxemburgo, quien había sido nombrado heredero por el rey antes de morir.
De esta forma, siendo Carlos III de la familia de los Anjou igual que el fallecido Luis I pronto fue coronado y se residenció en la corte húngara junto con su esposa. Sin embargo, el muy corto reinado de Carlos en Hungría acabó con su asesinato en una atmósfera de intrigas donde la hija y viuda de Luis I y Segismundo conducían partidos y alianzas opuestas. Aliados de la reina viuda de Luis I de Hungría, Isabel de Bosnia, asesinaron a Carlos en su propio palacio, lo que obligó a sus fieles y cercanos a huir de regreso a Nápoles.
Luego de esto estalló una grave guerra interna en el reino, donde la gente descontenta causó disturbios. Las consecuencias fueron el asesinato del noble Nicolás Garai, protector de la reina viuda, cuya cabeza fue enviada a Nápoles como signo de venganza de la muerte de Carlos.
De inmediato Segismundo fue elegido rey de Hungría y la reina Isabel y su hija María de Hungría al tiempo encarceladas. Sus destinos finales fueron trágicos y por muchos considerados injustos, pues ninguna de las dos había participado ni intelectualmente ni activamente en crimen alguno.
Margarita Durazzo se convirtió en reina regente de Nápoles por casi dos décadas, pero nunca volvió a casarse. Posteriormente sus hijos asumieron el trono del reino italiano.